# Палоярви (озеро, Медвежьегорский, Муезерский районы)
Палоярви — озеро на территории Паданского сельского поселения Медвежьегорского района и Пенингского сельского поселения Муезерского района Республики Карелии.

## Общие сведения
Площадь озера — 2,4 км², площадь водосборного бассейна — 32,5 км². Располагается на высоте выше 175,2 метров над уровнем моря.
Форма озера двухлопастная, продолговатая: вытянуто с северо-запада на юго-восток. Берега каменисто-песчаные, преимущественно возвышенные, местами заболоченные.
Через озеро протекает безымянный водоток, текущий со стороны озера Хагоярви и впадающий в озеро Талвисъярви, через которое протекает река Талвиесдеги, втекающая с правого берега в реку Волому, впадающую в Сегозеро.
В озере расположено не менее трёх небольших безымянных островов.
К югу от озера проходит лесная дорога.
Код объекта в государственном водном реестре — 02020001111102000007574.